# Rudolph Fittig

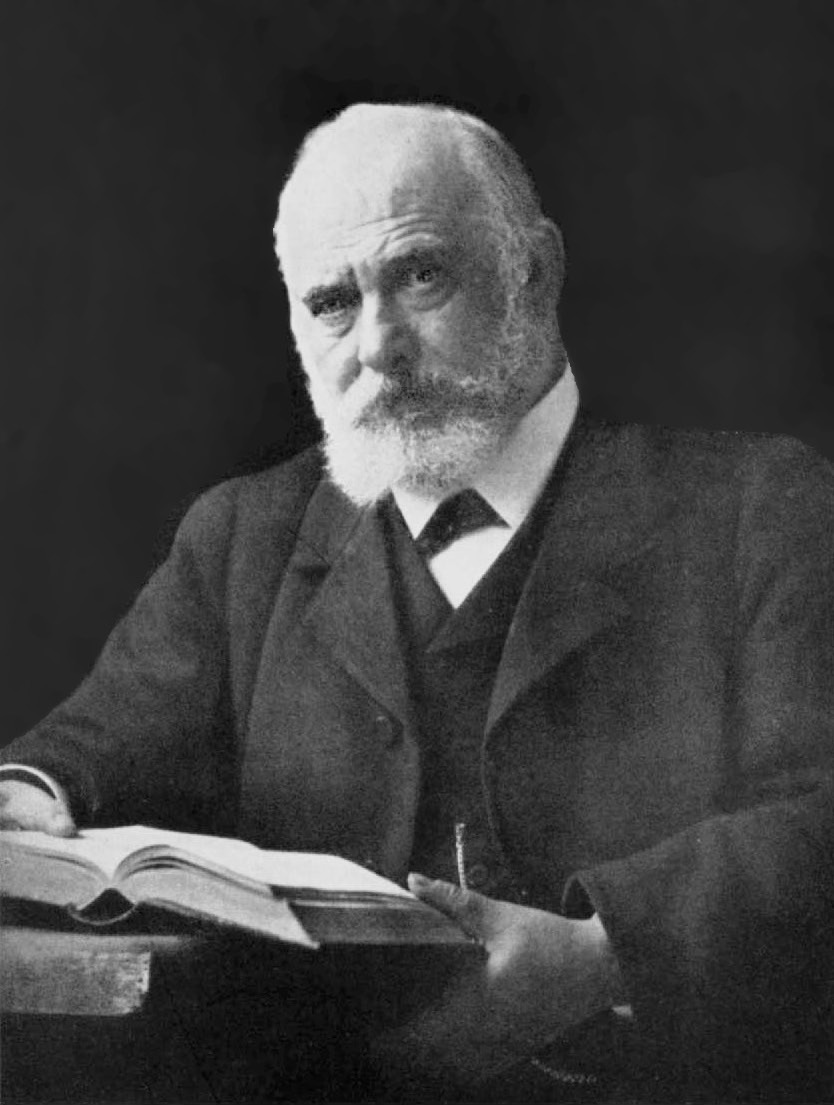
Rudolph Fittig

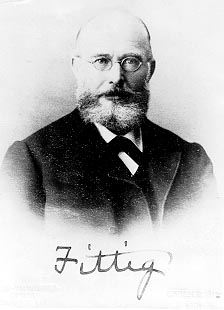
Rudolph Fittig

Wilhelm Rudolph Fittig (* 6. Dezember 1835 in Hamburg; † 19. November 1910 in Straßburg) war ein deutscher Chemiker. Fittig entdeckte ein Verfahren zur Umwandlung von Halogenbenzolen zu Alkylbenzolen. Er synthetisierte die Methacrylsäure und aus Aceton das Pinakol, er klärte die Struktur von Benzochinon auf.

## Leben und Wirken
Rudolph Fittig war der Sohn eines Privatschullehrers in Hamburg. Die Lebensverhältnisse waren sehr bescheiden, so dass der junge Fittig schon mit 16 Jahren als Lehrer an einer Privatschule wirkte. Fittig verdiente sich das Geld für das Studium bei der Pestalozzistiftung. 1856 begann Rudolph Fittig ein naturwissenschaftliches Studium an der Universität Göttingen. Auf Anraten von Traun belegte er Kurse in Chemie bei Friedrich Wöhler, in Physik, Botanik und Technologie. Im Oktober 1858 beendete Fittig sein Chemiestudium mit einer Dissertation Ueber einige Producte der trockenen Destillation essigsaurer Salze bei Heinrich Limpricht. Er arbeitete bei Friedrich Wöhler zusammen mit Friedrich Konrad Beilstein als Praktikumsassistent. Im August 1860 habilitierte sich Fittig mit einer Vorlesung über Auguste Laurent und Jean Baptiste Dumas und ihren Einfluss auf die theoretische organische Chemie.
Fittig schrieb bald die Lehrbücher Grundriß der organischen Chemie (Berlin 1863), Grundriß der Chemie [Unorganische Chemie, Organische Chemie (Leipzig 1871, 1873)].
Ab 1865 gab Fittig zusammen mit Beilstein die Zeitschrift für Chemie heraus. Im Jahr 1866 wurde Fittig ordentlicher Professor in Göttingen, 1870 ging Fittig als Nachfolger von Adolph Strecker nach Tübingen. 1876 wurde Fittig Nachfolger von Adolf von Baeyer an der Universität Straßburg. Hier wurde unter seiner Ägide ein neues chemisches Labor errichtet. 1895/1896 wurde Fittig zum Rektor der Universität gewählt. 1902 beendete Fittig seine Lehrtätigkeit und Johannes Thiele nahm den Ruf auf seine Nachfolge an.
Er ist Mitentwickler der nach ihm und nach Adolphe Wurtz benannten Wurtz-Fittig-Synthese für Kohlenwasserstoffe. Zu seinen bedeutenden Entdeckungen gehören die Summenformel für Fructose und Glucose sowie die chemischen Substanzen Pinakolin und Biphenyl.
In Hamburg wurde er Mitglied der Freimaurerloge Zur Brudertreue an der Elbe.

## Wissenschaftliches Werk
Bei seinen Arbeiten über das Aceton behandelte Fittig das Aceton mit Natrium und entdeckte einen gut kristallisierbaren Stoff, den er „Paraaceton“ nannte. Es entbrannte ein heftiger Streit zwischen ihm und dem älteren Georg Städeler über die Strukturen von Acetonreduktions- und Kondensationsprodukten. Städeler wies (ihm) nach, dass dieser Stoff mehr Wasserstoff als das Aceton enthielt und er nannte den Stoff aufgrund seiner tafelförmigen Kristalle „Pinakon“. Der neu gefundene Stoff war das Pinakol (2,3-Dimethylbutandiol) und Nebenprodukte wie Diacetonalkohol, Mesityloxid sowie Pinakolon verzögerten dessen Identifizierung.
Aus der Oxidation von Toluol (verunreinigt mit etwas Xylol – wobei das Oxidationsprodukt in der Arbeit nachgewiesen wurde) mit verdünnter Salpetersäure erhielt Fittig die bisher unbekannte Toluylsäure.
In der Folge wurden nun von Fittig Alkyl-Abkömmlinge des Benzols (dessen Struktur damals noch unbekannt war) gesucht.
Da sich die Bromabkömmlinge des Benzols leicht herstellen ließen, die Stellungsisomere durch ihre physikalischen Eigenschaften (Siedepunkte, Schmelzpunkte) gut unterschieden, war es vorteilhaft eine Reaktion zu finden, die das Brom durch eine Alkylgruppe (die bei einer Elementaranalyse deutlich nachweisbar ist) zu ersetzen.
Zunächst versuchte er Brombenzol mit Cyanid umzusetzen – in der Hoffnung, das Benzonitril zu erhalten. Diese Versuche – anders als bei aliphatischen Bromverbindungen – misslangen.
Er stellte darauf Benzylchlorid her und ließ es zusammen mit Natrium auf das Brombenzol einwirken. Er konnte das Brom des Benzols durch ein Benzylradikal ersetzen. Zusammen mit Bernhard Tollens stellte Fittig mit Benzylradikalen nun Ethylbenzol, Butylbenzol her. Es folgten Umsetzungen von Brombenzol mit Natrium und Methyliodid, Ethyliodid, Propyliodid sie erhielten Toluol, Ethylbenzol, Propylbenzol. Diese Reaktion ist in Lehrbüchern als Wurtz-Fittig-Reaktion bekannt. Fittig konnte auch zeigen, dass sich die homologen Verbindungen Chlortoluol und Benzylchlorid ganz unterschiedlich bezüglich der Reaktivität (Substitution, Alkylierung) verhalten.
Auch aufgrund einer umfangreichen Arbeit über Homologe des Benzols von Fittig entschloss sich Kekule seine Ideen über die Struktur des Benzolrings zu veröffentlichen.
Zwischen 1867 und 1870 setzten Fittig und Mitarbeiter Mono-, Di-, Tri-Bromtoluol zu Xylol, Mesitylen, Tetramethylbenzol um. Ein Doktorand in Göttingen, Otto Wallach, entdeckte, dass sich die Bromtoluole unterschieden. Ein Bromtoluol kristallisierte bei Kälte aus, die anderen blieben in Lösung. Beim Xylol gibt es verschiedene Stellungsisomere (ortho-, meta-, para-). Durch Oxidation und Kohlendioxidabspaltung ließen sich verschiedene Stellungsisomere von Xylol eindeutig darstellen. Auch über Oxidation zur Terephthalsäure, Bildung der Anhydride konnten Stellungsisomere Xylole unterschieden werden. Aufgrund dieser Erkenntnis konnten die Stellungsisomere am Benzolring (ortho, meta, para) zugeordnet werden.
Eine weitere bedeutende Arbeit von Fittig lag in der Aufklärung der Struktur von Chinon. Zunächst hatte Fittig zeitgleich mit Zincke die Struktur von Anthrachinon aufgeklärt. Die von Fittig vorgeschlagene korrekte Struktur des Benzochinons blieb jedoch noch für einige Zeit unbewiesen. Auch die Anordnung, die Stellung der beiden Ketogruppen (ortho, meta- oder para) blieb fraglich. Erst die Bildung der Oxime durch Heinrich Goldschmidt brachte eine eindeutige Klärung.
Zusammen mit Paul Bieber konnte Fittig den Ablauf der Perkin-Reaktion genauer ergründen. Er zeigte, dass zunächst eine Aldolkondensation und dann eine Wasserabspaltung erfolgten. Auch für das Cumarin zeigte Fittig die korrekte Struktur und Bildungsweise über die Cumarsäure an. Er verwendete in der Perkin-Reaktion auch erfolgreich Bernsteinsäureanhydrid statt Essigsäureanhydrid.
Fittig und Ostermeier klärten auch von Phenanthren die Struktur auf und gaben dieser Verbindung ihren Namen. Ferner fand Fittig das Fluoranthen.
Fittig und Mitarbeiter haben auch die Lactone entdeckt. Die Anlagerung von Bromwasserstoff an Zimtsäure oder Ethylcrotonsäure führte bei Erwärmung zu einer Kohlendioxidfreisetzung. Nach Erkenntnissen von E. Erlenmeyer lagert sich das Bromanion in β-Stellung, das Wasserstoffkation in α-Stellung zur Carboxygruppe an. Die benachbarte Carboxygruppe substituiert das Bromanion und bildet ein Lacton. Fittig entdeckte bei diesen Arbeiten auch die Methacrylsäure. Aus dieser Säure stellte G. Kahlbaum bald ein biegsames Glas her (Plexiglas). Aus Zimtsäure ließ sich auf ähnliche Weise das Distyrol darstellen.

## Werke (Auswahl)
- Grundriss der Chemie, ab 1963. 1863 erschien zunächst das von Fittig erweiterte und umgearbeitete Buch Wöhlers Grundriß der organischen Chemie. Dieses wurde von Fittig 1871 durch einen Grundriß der Unorganischen Chemie[18] ergänzt, so dass der Grundriß der Chemie in zwei Teilen entstand. Dieser wurde in mehreren Auflagen herausgegeben, z. B. die Organische Chemie in 7. Auflage 1868[19] und in 9. Auflage 1874[20] sowie eine englische Übersetzung 1873.[21]
- Das Wesen und die Ziele der chemischen Forschung und des chemischen Studiums, 1870[22]
- Ueber die Constitution der sogenannten Kohlenhydrate, 1871[23]
- Beiträge zur Prüfung des additiven Verhaltens der Molekularwärme, speciell organischer Verbindungen, Göttingen 1900.[24]